# Beau-Rivage Palace

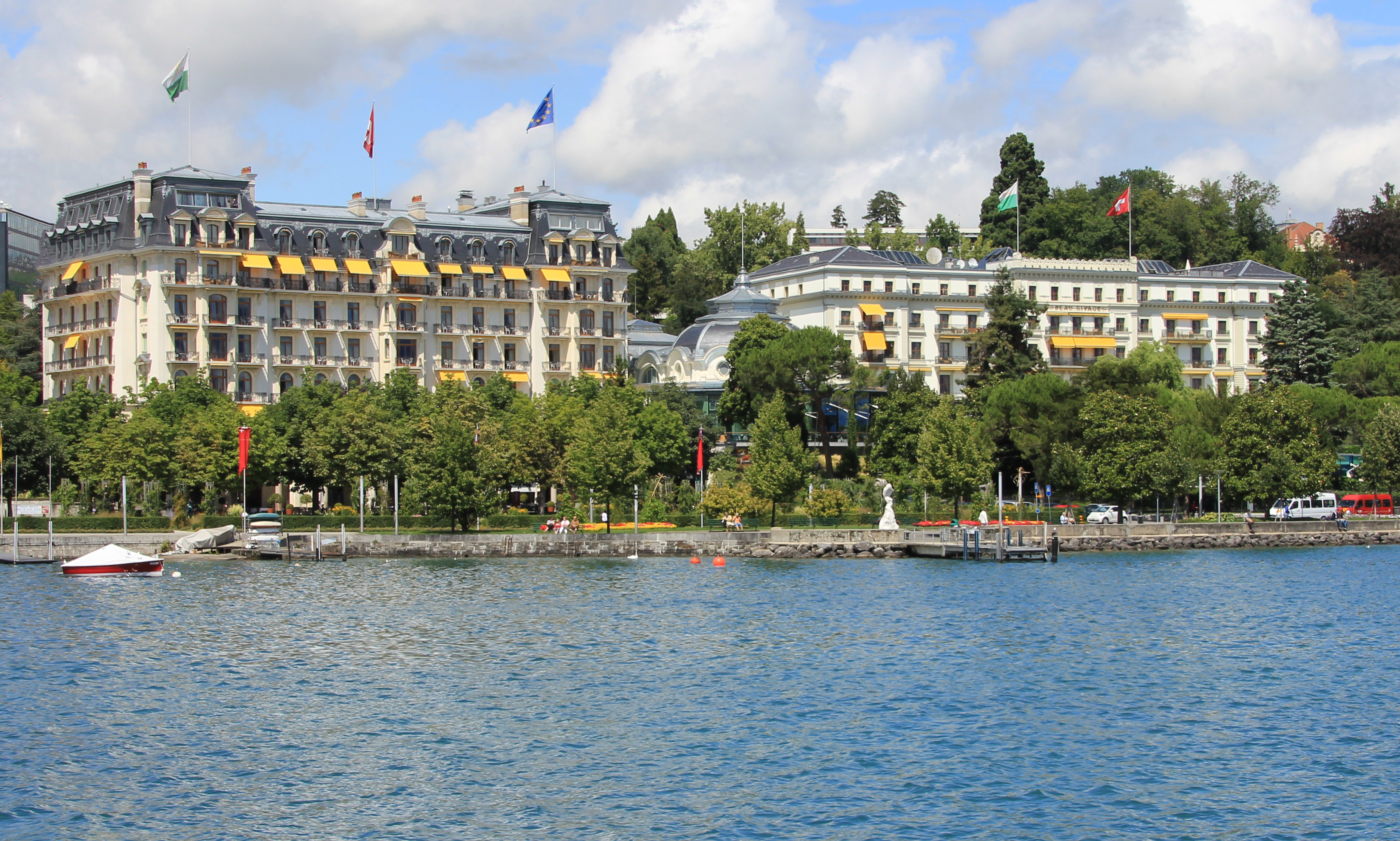
Hotel Beau-Rivage Palace, Lausanne

Das Hotel Beau-Rivage Palace ist ein Fünf-Sterne-Hotel im Lausanner Quartier Ouchy am Ufer des Genfersees.

## Beschreibung
Das Hotel wurde 1861 eröffnet. Die Rotonde, das markante Zentralgebäude im Stil des Art Nouveau, wurde 1908 errichtet. Der gesamte Komplex steht unter Denkmalschutz nach Kategorie A. Eingebettet in eine vier Hektar große Parkanlage liegt das Hotel in unmittelbarer Nähe zum Musée olympique, zum Musée de l’Elysée und zum Hafen Ouchy. Das Hotel hat 168 Zimmer und 34 Suiten. Unter dem Namen „Anne-Sophie Pic“ gibt es ein Gourmet-Restaurant mit zwei Sternen im Guide Michelin. Das Objekt gehört zu der von dem Bildhauer Édouard-Marcel Sandoz, Sohn des Unternehmers Édouard Constant Sandoz, gegründeten Sandoz Familienstiftung.

## Historische Ereignisse
Historische Bedeutung erlangte das Hotel unter anderem durch die Unterzeichnung des Vertrags von Lausanne 1923 und die Konferenz von Lausanne (1932). Der rumänische Prinz Nikolaus kaufte in dem Gebäude eine Eigentumswohnung. Im November 1940 bezog auch der vor den Kommunisten geflüchtete rumänische Arbeits- und Justizminister Constantin Xeni (1878–1963), geborener Constantin Zender, hier Quartier. Ab 1953 verdächtigte ihn der Schweizer Nachrichtendienst der sowjetischen Spionage. 
Der Rahmenvertrag zum Atomabkommen zur Begrenzung und Überwachung des Iranischen Atomprogramms wurde nach mehrtägigen Verhandlungen am 2. April 2015 im Hotel unterzeichnet.